# Пливање на Летњим олимпијским играма 2016 — 200 метара делфин за жене
Пливачке трке у дисциплини 200 метара делфин за жене на Летњим олимпијским играма 2016. одржане су четвртог и петог дана пливачких такмичења, 9. и 10. августа на Олимпијском базену у Рио де Жанеиру. 
Учестовало је укупно 28 такмичарки из 20 земаља, а само такмичење се одвијало у три дела. Квалификације су одржане у подневном делу програма 9. августа, полуфинала у вечерњем термину истог дана када и квалификације, док је финале одржано дан касније. 
Златну медаљу освојила је репрезентативка Шпаније Миреја Белмонте Гарсија која је финалну трку испливала у времену 2:04.85 секунди. Сребро је припало репрезентативки Аустралије Маделин Грувс која је са временом од 2:04.88 секунди заостала свега три стота дела секунде иза победнице, док је бронзану медаљу освојила Јапанка Нацуми Хоши која је у финалу испливала резултат од 2:05.20 секунди. 

## Освајачи медаља
|                               | Резултат |                     | Резултат |                   | Резултат |
|                               |          |                     |          |                   |          |
| Миреја Белмонте Гарсија (ESP) | 2:04.85  | Маделин Грувс (AUS) | 2:04.88  | Нацуми Хоши (JPN) | 2:05.20  |

## Рекорди
Уочи почетка трка у овој дисциплини важили су следећи светски и олимпијски рекорди:
| Светски рекорд    | Љу Циге    | 2:01.81 | Казањ, Русија                | 21. октобар 2009. |
| Олимпијски рекорд | Ђао Љујанг | 55.98   | Лондон, Уједињено Краљевство | 1. август 2012.   |

Током такмичења нису постављени нови светски и олимпијски рекорди.

## Квалификације
Квалификационе трке у којима је учествовало 28 такмичарки из 20 земаља пливане су у подневном делу програма четвртог дана пливачких такмичења. Пливало се у 4 квалификационе групе, три групе са по 8 такмичарки, а једна са 4, а пласман у полуфинале остварило је 16 девојака са најбољим временима квалификација.
| Плас. | Трка | Стаза | Пливачица               | Држава                    | Време   | Нап. |
| ----- | ---- | ----- | ----------------------- | ------------------------- | ------- | ---- |
| 1.    | 4    | 5     | Миреја Белмонте Гарсија | Шпанија                   | 2:06.64 | КВ   |
| 2.    | 3    | 5     | Камил Адамс             | Сједињене Америчке Државе | 2:06.67 | КВ   |
| 2.    | 4    | 2     | Хали Фликингер          | Сједињене Америчке Државе | 2:06.67 | КВ   |
| 4.    | 4    | 6     | Лилијана Силађи         | Мађарска                  | 2:06.99 | КВ   |
| 5.    | 4    | 4     | Маделин Грувс           | Аустралија                | 2:07.22 | КВ   |
| 6.    | 2    | 3     | Сузука Хасегава         | Јапан                     | 2:07.35 | КВ   |
| 7.    | 3    | 4     | Нацуми Хоши             | Јапан                     | 2:07.37 | КВ   |
| 8.    | 2    | 5     | Џанг Јуфеј              | Кина                      | 2:07.55 | КВ   |
| 9.    | 2    | 4     | Франциска Хентке        | Немачка                   | 2:07.59 | КВ   |
| 10.   | 3    | 3     | Брајана Тросел          | Аустралија                | 2:07.76 | КВ   |
| 11.   | 4    | 1     | Мартина ван Беркел      | Швајцарска                | 2:08.00 | КВ   |
| 12.   | 4    | 3     | Џоу Јилин               | Кина                      | 2:08.21 | КВ   |
| 13.   | 2    | 7     | Ан Сехјеон              | Јужна Кореја              | 2:08.42 | КВ   |
| 14.   | 3    | 1     | Ања Клинар              | Словенија                 | 2:08.43 | КВ   |
| 15.   | 2    | 6     | Алесија Полијери        | Италија                   | 2:08.95 | КВ   |
| 16.   | 2    | 2     | Одри Лакроа             | Канада                    | 2:09.21 | КВ   |
| 17.   | 4    | 8     | Стефанија Пироци        | Италија                   | 2:09.40 |      |
| 18.   | 3    | 7     | Лара Грањон             | Француска                 | 2:09.69 |      |
| 19.   | 2    | 1     | Ејми Вилмот             | Уједињено Краљевство      | 2:09.71 |      |
| 20.   | 3    | 2     | Худит Игнасио           | Шпанија                   | 2:09.82 |      |
| 21.   | 4    | 7     | Парк Јинјунг            | Јужна Кореја              | 2:09.99 |      |
| 22.   | 1    | 5     | Нида Елиз Устундаг      | Турска                    | 2:10.02 |      |
| 23.   | 2    | 8     | Андрејна Пинто          | Венецуела                 | 2:10.60 |      |
| 24.   | 3    | 8     | Жоана Марањао           | Бразил                    | 2:10.69 |      |
| 25.   | 1    | 4     | Хелена Гасон            | Нови Зеланд               | 2:12.18 |      |
| 26.   | 1    | 3     | Вирхинија Бардач        | Аргентина                 | 2:13.58 |      |
| 27.   | 1    | 6     | Марија Фар Нуњез        | Панама                    | 2:23.89 |      |
| 28.   |      |       | Катинка Хосу            | Мађарска                  | НН      |      |

## Полуфинала
Полуфинала су пливана у вечерњем делу програма 4. августа, а пласман у финале остварило је 8 таакмичарки са најбољим временима.
Прво полуфинале
| Плас. | Стаза | Пливачице       | Држава                    | Време   | Нап. |
| ----- | ----- | --------------- | ------------------------- | ------- | ---- |
| 1.    | 7     | Џоу Јилин       | Кина                      | 2:06.52 | КВ   |
| 2.    | 6     | Џанг Јуфеј      | Кина                      | 2:06.95 | КВ   |
| 3.    | 2     | Брајана Тросел  | Аустралија                | 2:07.19 | КВ   |
| 4.    | 4     | Камил Адамс     | Сједињене Америчке Државе | 2:07.22 | КВ   |
| 5.    | 3     | Сузука Хасегава | Јапан                     | 2:07.33 |      |
| 6.    | 5     | Лилијана Силађи | Мађарска                  | 2:07.34 |      |
| 7.    | 1     | Ања Клинар      | Словенија                 | 2:09.44 |      |
| 8.    | 8     | Одри Лакроа     | Канада                    | 2:09.95 |      |

Друго полуфинале
| Плас. | Стаза | Пливачица               | Држава                    | Време   | Нап. |
| ----- | ----- | ----------------------- | ------------------------- | ------- | ---- |
| 1.    | 3     | Маделин Грувс           | Аустралија                | 2:05.66 | КВ   |
| 2.    | 4     | Миреја Белмонте Гарсија | Шпанија                   | 2:06.06 | КВ   |
| 3.    | 6     | Нацуми Хоши             | Јапан                     | 2:06.74 | КВ   |
| 4.    | 5     | Хали Фликингер          | Сједињене Америчке Државе | 2:07.02 | КВ   |
| 5.    | 2     | Франциска Хентке        | Немачка                   | 2:07.67 |      |
| 6.    | 7     | Мартина ван Беркел      | Швајцарска                | 2:07.90 | НР   |
| 7.    | 1     | Ан Сехјеон              | Јужна Кореја              | 2:08.69 |      |
| 8.    | 8     | Алесија Полијери        | Италија                   | 2:09.35 |      |

## Финале
| Плас. | Стаза | Пливачица               | Држава                    | Време   | Нап. |
| ----- | ----- | ----------------------- | ------------------------- | ------- | ---- |
|       | 5     | Миреја Белмонте Гарсија | Шпанија                   | 2:04.85 |      |
|       | 4     | Маделин Грувс           | Аустралија                | 2:04.88 |      |
|       | 6     | Нацуми Хоши             | Јапан                     | 2:05.20 |      |
| 4.    | 8     | Камил Адамс             | Сједињене Америчке Државе | 2:05.90 |      |
| 5.    | 3     | Џоу Јилин               | Кина                      | 2:07.37 |      |
| 6.    | 2     | Џанг Јуфеј              | Кина                      | 2:07.40 |      |
| 7.    | 7     | Хали Фликингер          | Сједињене Америчке Државе | 2:07.71 |      |
| 8.    | 1     | Брајана Тросел          | Аустралија                | 2:07.87 |      |